# Шриджаяраджачудамани
Шриджаяраджачудамани (кхмер. ឝ្រីជយរាជចូឌាមណី, fl. 1125) — королева-консорт Кхмерской империи, супруга короля Дхараниндравармана II, мать короля Джайавармана VII.

## Биография
Принцесса Шриджаяраджачудамани была дочерью короля Харшавармана III. Вышла замуж за Дхараниндравармана II не ранее 1125 года. Около 1125 года в браке родился сын и будущий король — Джайаварман VII. В 1150 году Дхараниндраварман II взошел на престол, и Джаяраджачудамани стала королевой.